# Marienbasilika (Czerwińsk nad Wisłą)

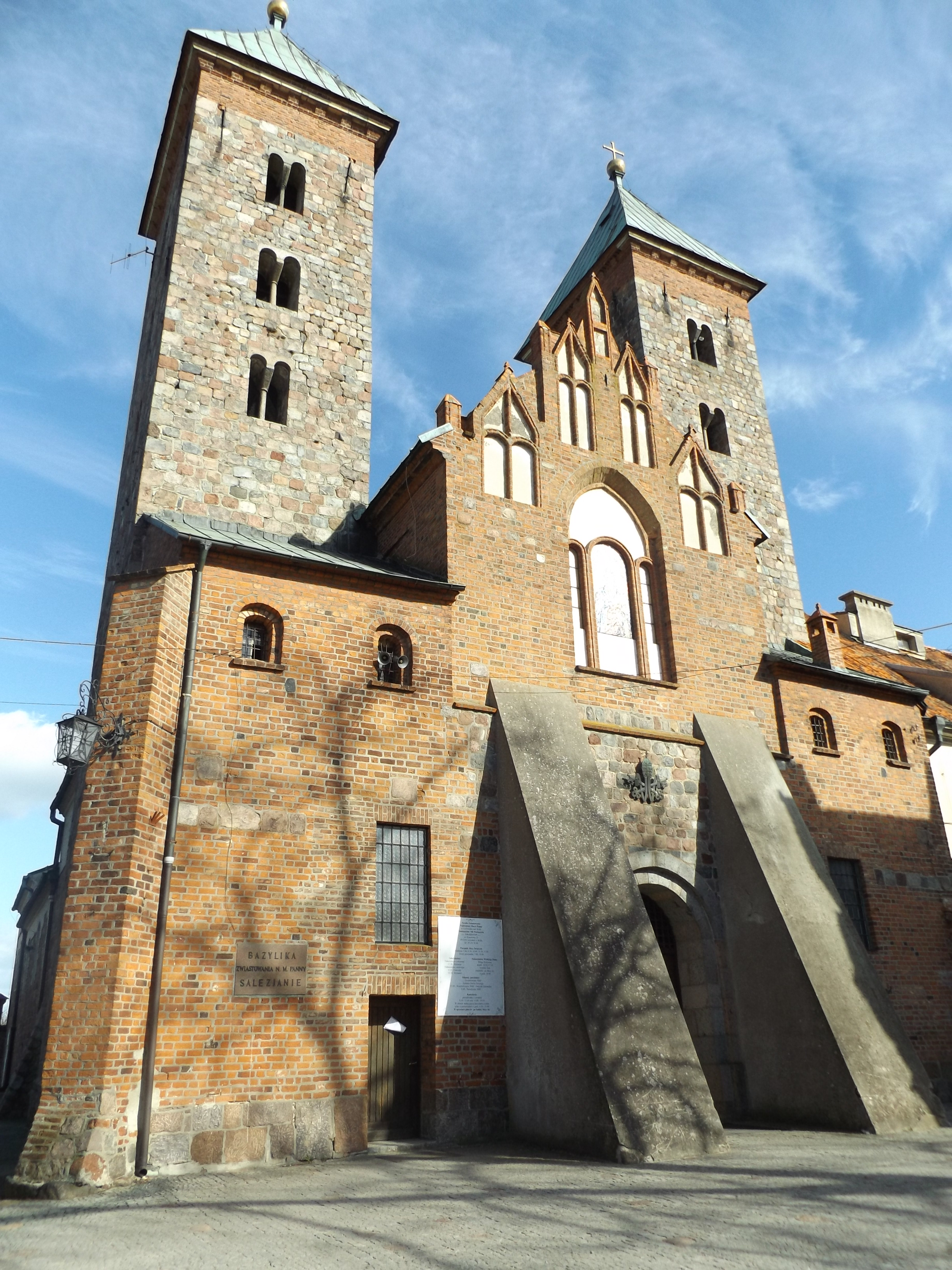
Marienbasilika

Die Marienbasilika ist eine römisch-katholische Kirche des Bistums Płock in Czerwińsk nad Wisłą, Polen.

## Geschichte
Die Kirche und das Kloster wurden ursprünglich 1129 vom Bischof Alexander von Płock gestiftet und im romanischen Stil erbaut. An der Stiftung waren auch Boleslaus IV. und Heinrich von Sandomir beteiligt. 1328 brannte die Kirche ab und wurde im gotischen Stil erneuert. 1410 fand hier der zentrale Gottesdienst des Heeres von Ladislaus II. vor der Schlacht bei Grunwald statt. Im frühen 17. Jahrhundert wurde der Innenraum barockisiert. Das Kloster wurde 1819 aufgelöst und die Prämonstratenserinnen aus Płock übernahmen das Kanonikerkloster und die Kirche. Schließlich kamen 1923 die Salesianer Don Boscos in den Besitz der Kirche und des Klosters. Heute ist die Kirche eine Pfarrkirche. 1967 wurde die Kirche durch Papst Paul VI. zur Basilica minor erhoben. Zahlreiche Portale, Säulen und Fresken aus der Romanik sind erhalten.